# Vlaknica
Vlaknica (cyr. Влакница) – wieś w Bośni i Hercegowinie, w Republice Serbskiej, w gminie Srbac. W 2013 roku liczyła 133 mieszkańców.